# Hermes Peña Torres
Hermes Peña Torres (Cuba, 7 de abril de 1938 - Orán, Salta, Argentina, 18 de abril de 1964) fue un guerrillero y militar cubano que luchó en la Revolución Cubana a las órdenes del Che Guevara y luego murió en la Argentina cuando intentaba establecer un foco guerrillero en Salta. Alcanzó el grado de capitán.

## Biografía

### Revolución cubana
Hermes Peña Torres nació en el Oriente de Cuba en una familia de campesinos pobres (guajiros). Durante la Revolución cubana, en 1958, con 20 años, se incorporó a las tropas guerrilleras del Movimiento 26 de Julio que junto a otros grupos armados se habían levantado contra la dictadura de Fulgencio Batista, integrándose a la llamada Columna 8 Ciro Redondo al mando de Ernesto Che Guevara, cuando esta llegó a la zona de Escambray.
Al poco tiempo Hermes Peña integró el grupo de escolta del Che Guevara, con el grado de capitán, junto a otros hombres como Juan Alberto Castellanos, Harry Villegas Tamayo («Pombo») y Dariel Alarcón Ramírez («Benigno») y estableció una fuerte amistad personal y de confianza con el guerrillero argentino-cubano. Allí aprendió a leer y escribir, como parte de una política general de Guevara con sus tropas.
En su condición de escolta, permaneció en toda la campaña militar junto a Guevara, participando en la Batalla de Santa Clara y otros combates y luego estableciéndose en Fortaleza de San Carlos de La Cabaña, La Habana, a partir de enero de 1959. 
Tras el triunfo de la revolución, en diciembre de 1959 se casó con Catalina Sibles Sánchez, oficiando el Che Guevara como padrino de bodas. Juntos tuvieron una hija.

### Guerrilla en la Argentina y muerte
En 1962 el Che Guevara comenzó a organizar con el periodista Jorge Masetti un grupo guerrillero para instalarse en la Argentina que tomaría el nombre de Ejército Guerrillero del Pueblo (EGP). El primer hombre elegido para secundar a Masetti fue Hermes Peña Torres; más adelante también elegiría a otro de sus escoltas, Juan Alberto Castellanos, para la misión y a José María Martínez Tamayo («Papi»). 
Entre los argentinos que integraron el grupo, que se entrenó en Cuba y Argelia, se encontraban entre otros Ciro Bustos, que luego participaría de la acción guerrillera del Che Guevara en Bolivia, Atilio Altamirano, Carlos Bandoni, Héctor Jouvé («el cordobés»), sumando un total de 30 guerrilleros, entre ellos una mujer, 
El grupo inicialmente instaló el campamento en Emboruzú (Bolivia). Masetti recibió el grado de comandante segundo, mientras el Che Guevara quedaba como comandante primero, dispuesto a sumarse al grupo una vez que el mismo se hubiera asentado. En dicho lugar se redactó el código de conducta que, entre otras cosas, preveía la pena de muerte por homosexualidad, así como por traición ante el enemigo, aprovechamiento de la población civil, violar a una mujer, robar, etc.
Hermes Peña, llevó un diario del accionar guerrillero en la Argentina. El 21 de junio de 1963 entró a la Argentina para instalar el grupo en la región de Orán, la provincia de Salta, en el límite con Bolivia. En ese momento el país se encontraba gobernado por un presidente impuesto las fuerzas armadas, José María Guido, pero pocos meses después asumió el gobierno democrático de Arturo Illia, lo que puso en cuestión la oportunidad de la lucha armada emprendida, aunque finalmente Masetti tomó la decisión de seguir.
El EGP envió una carta abierta dirigida al Presidente Arturo Illía fechada el 9 de julio de 1963 exponiendo las razones por las cuales declaraba la guerra al gobierno argentino. La carta prácticamente no tuvo impacto en los medios de comunicación y la opinión pública que casi no prestó atención al hecho, pero produjo la inmediata movilización de la Gendarmería Nacional Argentina, fuerza de seguridad de fronteras, conducida entonces por el general Julio Alzogaray con el mayor Héctor Báez a cargo de las tropas ubicadas en Salta.
Peña demostró una extraordinaria capacidad para manejarse en la selva. Uno de los sobrevivientes del grupo, Carlos Bandoni, recuerda:

Tenía que cruzar un río cumpliendo una orden. Me encontraba entonces en un gran problema. No sabía elegir el paso (...), después de mucho pensar, cuando me decidía, casi siempre me perdía en un pozo. Todo al revés sucedía cuando ya en grupo, dirigido por el capitán Hermes, nos encontrábamos en la playa de un río. Hermes echaba solo una mirada, se fijaba en las corrientes, remansos, y después sin titubear, nos indicaba el paso. Esta actitud propia de un guerrillero consumado me despertaba asombro y admiración por Hermes.

El grupo al mando de Masetti estaba fuertemente armado pues contaba 

"Desde fusil "Garand", semiautomático y que tenía un cargador de siete proyectiles, hasta FAL (Fusil Automático Liviano) con granadas antitanques. También granadas de mano norteamericanas, las "Energas", dos bazookas con proyectiles "RPG" soviéticas, había "M1" y "M2" que usaban los norteamericanos y "M3", que era del tipo PAM pero de calibre mayor: 11,25. Y ametralladoras parecidas a la Halcón, como las que tenía la policía argentina."

El primer objetivo militar era el puesto de gendarmería de Aguas Blancas, pero se cambió al reconocer la zona y no fue reemplazado por otro.
Respecto de uno de los integrantes del grupo, Adolfo Rotblat (a) el Pupi, declaró Jouvet: 

"Tenía un poco más de 21 años …Ya comenzó a tener problemas en la marcha. Se quedaba. …y bueno había que sostenerlo un poco para que siguiera marchando. Y a veces la columna iba más lenta por él.. Cuando nos quedamos sin agua durante 24 horas, con mucho calor y muchas dificultades para seguir caminando, Pupi perdió fuerzas, y como que se fue desmoronando su personalidad. Cuando llegamos al campamento estaba muy mal. Se cubrió la cabeza con las manos y acurrucó su cuerpo. Entonces Masetti pensó que había que fusilarlo. Yo me opuse, y le dije que no, que no estaba de acuerdo. Insistí y entonces me dijo: "entonces vos le vas a dar el tiro de gracia". No, yo no lo iba a hacer porque no violaba ningún código de seguridad: no era desertor, no tenía actitud cobarde ante el enemigo, no era homosexual".

El Pupi fue muerto mientras Jouvet estaba ausente del campamento y luego se presentó el caso de Bernardo Groswald (a) Nardo, sobre el que dice Jouvet: 

"Era un muchacho bancario, acostumbrado a la ciudad, usaba anteojos de mucho aumento y tenía pie plano, lo que complicaba su capacidad de caminar…fue un juicio sumario. Él estaba desquiciado. De todas maneras yo pensaba que había que bajarlo a la ciudad …Bustos creía eso. Pero el juicio tenía el sentido de todos los juicios que se han hecho en Cuba y en otras guerrillas: se llevan a cabo para levantar la moral e imponer las autoridades…Nadie le iba a decir a Masetti "yo no estoy de acuerdo". El único que se lo podía decir era yo. Pero Masetti dijo "se acabó la joda", armó un pelotón de tres personas, creo, y dispararon".

En febrero de 1964 el EGP había sido infiltrado por la policía y la Gendarmería Nacional Argentina comenzó a cercarlo. En una parte de su diario, Peña relata el desconocimiento que los guerrilleros tenían de la zona y sus recursos:

A las dos de la tarde me dio por caminar y me fui hasta el lugar en que se encontraban ellos, y me puse a trabajar y a las horas se encontró con una mata parecida a la malanga. "Eh, cordobés, mira esa mata: es igual que la malanga en Cuba y se come la malanga. Sí, mira el olor es igual exactamente que la malanga amarilla." Mientras el cordobés probaba, me dijo: "es rica, prueba". ¿A que si envenena, nos envenenamos los dos? Empecé a masticar y dice el cordobés: "eh, pica un poquito". Si es media picante. Con el pedazo en la boca, saqué la cantimplora y me tomé un trago de agua, pero con el agua por la garganta me vino el vómito. Empecé a vomitar (...) Efectivamente, nos habíamos envenenado. El efecto del veneno, a mí, aunque decía que estaba bien, por lo menos me duró como una semana. Gran cantidad de ardores de estómago, especialmente de corazón. Se ha corregido puntuación agregada al texto original

A comienzos de marzo de 1964, más de cinco meses después del ingreso a la Argentina, se produjo el primer encuentro con la Gendarmería Nacional Argentina, la cual se apoderó de un campamento ubicado en La Toma deteniendo a cinco personas y haciéndoles perder provisiones y armas. Los que no fueron detenidos en esa acción se reagruparon. Masetti no aceptó la opinión de otros integrantes que consideraban que había que abortar la operación dada la situación en que se hallaban, ordena a un grupo que vaya en la búsqueda de alimentos y él se quedó en el lugar. Mientras marchan con ese objetivo, dos de los integrantes (Marcos y César) murieron de hambre en la selva y Jouvet y Antonio se despeñaron por una garganta y este último murió por las heridas.
El grupo en el que estaba Jouvet sobrevivió con muchas penurias causadas por la escasez de alimentos y a mediados del mes de abril fueron encontrados por la Gendarmería y detenidos. Unos días después, el 18 de abril de 1964, la Gendarmería emboscó al EGP a 30 kilómetros al noroeste de la confluencia del río Las Piedras y Pantanoso, resultando muertos Hermes Peña, Jorge Guille y otros tres guerrilleros y el gendarme Juan Adolfo Romero al que el propio Peña dio muerte. Otros catorce guerrilleros fueron detenidos. 
El grupo quedó completamente desarticulado. Poco después la mayoría de los integrantes que estaba libre murió, varios de ellos de hambre, o fue detenido. Masetti y Altamirano se internaron en la selva y desaparecieron, suponiéndose que murieron de hambre. Bustos escapó al Uruguay. 
Castellano, quien estaba entre los detenidos y simuló ser peruano, fue como los demás, enjuiciado y condenado en Córdoba, permaneciendo en prisión desde 1964 a 1968. Para entonces el Che Guevara ya había muerto.
Respecto de la operación decía Jouvet: 

"Yo pensaba que había sido un desastre por una pésima conducción militar … pensaba que había sido un desastre militar y, desde lo político, un fracaso táctico. Pero en ese orden: primero lo pensé como error militar y recién después como un error político"

En una entrevista realizada en 2002, uno de los sobrevivientes del EGP, Héctor Jouvé, recuerda a Hermes Peña con las siguientes palabras: 

Hermes era un tipo simple y sencillo, pero profundamente optimista. El compromiso que tenía era fenomenal, era como un hermano para mí. Yo le preguntaba «¿Por qué estás acá, luchando?», y él me decía: «Si el Che está en Cuba, ¿por qué no voy a estar yo acá? ¿Cómo le devolvemos al Che lo que hizo por nosotros?»

Los restos de Hermes Peña fueron encontrados en 2005 y fueron enterrados en el mismo año en el Memorial Ernesto Che Guevara, en Santa Clara.